# Timp mort în Piccadilly
„Timp mort în Piccadilly” (în engleză "The Piccadilly Interval") este o povestire științifico-fantastică a scriitorului englez Edmund Cooper. A apărut în mai 1963 în colecția acestuia de povestiri Tomorrow Came publicată de Panther.
În limba română a fost tradusă de Mircea Opriță și publicată în Almanahul Anticipația din 1985 editat de revista Știință și Tehnică în 1984.

## Prezentare
Povestirea este narată la persoana I.
Naratorul începe prin a spune cititorului că nu crede în supranatural. În continuare, descrie o experiență pe care a avut-o cu  ultimul tren subteran care trece prin Piccadilly Circus⁠(en)[traduceți]: împreună cu conductorul și ceilalți câțiva pasageri au pierdut 10 minute. Se pare că în timpul călătoriei câțiva pasageri au dispărut fără ca cineva să observe inițial. 
După ce s-a urcat în stația Green Park naratorul dorește să testeze magnetofonul pe care l-a recuperat de la un prieten al său prin înregistrarea sunetelor călătoriei timp de 1-2 minute. Trenul a sosit la ora 12:26, a plecat peste 2 minute și în vagon se aflau opt sau nouă persoane. 
Naratorul pornește magnetofonul. După un timp sistemul de iluminat cedează iar trenul care avea treizeci sau patruzeci de mile pe oră se oprește brusc fără a se produce nicio harababură ignorând legile mecanicii. După treizeci de secunde, luminile se aprind iar trenul pleacă brusc de pe loc cu aceeași viteză, ignorând din nou legile mecanicii. Naratorul observă că banda magnetofonului s-a terminat deoarece în câteva secunde s-a consumat bandă pentru mai mult de zece minute de înregistrare.
În stația Piccadilly ușile se deschid cu întârziere, cei din tren observă că sunt mai puțini, iar ceasurile lor arată toate 12:35, în timp ce ceasurile din stație arată toate 12:45. Naratorul se simte prea obosit ca să mai asculte ce a înregistrat banda.
Reprezentanți ai Societății londoneze de transport și polițiștii investighează cazul. Pe lângă conductor, din tren au mai dispărut cel puțin cinci persoane. Concluzia este că a fost o cădere de tensiune și că toată lumea este foarte obosită. Incidentul a avut loc marți, primele știri în presă au apărut abia joi.
Timp de o săptămână naratorul presupune că a avut un blocaj mental deoarece nu i-a trecut prin cap să asculte înregistrarea magnetofonului, considerând-o neimportantă și fără legătură cu strania experiență prin care a trecut.
Înregistrarea începe cu discuția celor din vagon, un bărbat și o fată spun că se văd stele pe fereastră și două luni diferite de Luna Pământului. O femeie crede că au murit cu toții. Pe bandă ușile se deschid și o voce nouă cu accent indian le spune că au fost implicați într-un experiment științific de teleportare, dar nu-i paște niciun pericol. Vocea nouă le mai spune că se află la zece ani-lumină, pe o planetă a stelei pe care oamenii o numesc Procyon și îi întreabă dacă dorește cineva să rămână pe această planetă, restul urmând să fie trimiși pe Pământ ca și cum nimic nu s-ar fi întâmplat. Le mai dezvăluie că cei din rasa sa au sânge rece și piele verde. Cei care au fost dați dispăruți sunt cei care au decis să rămână pe planeta stelei Procyon.
Naratorul se hotărăște să nu dea ca probă banda magnetofonului pentru a nu se implica în „povestea cea mai controversată de la monstrul din Loch Ness încoace”.

## Legături externe
- ru  Timp mort în Piccadilly (Пауза на Пикадилли), fantlab.ru

## Vezi și
- 1963 în științifico-fantastic
- Piccadilly#Ficțiune